# 마이클 래퍼포트
마이클 래퍼포트(Michael Rapaport, 1970년 3월 20일 ~ )는 미국의 배우이다.

## 출연 작품
- 캠퍼스 정글
- 딥 블루 씨
- 이중노출
- 프리즌 브레이크